# شابمان إل. أندرسون
شابمان إل. أندرسون (بالإنجليزية: Chapman L. Anderson)‏ هو محامٍ وسياسي أمريكي، ولد في 15 مارس 1845، وتوفي في 27 أبريل 1924. حزبياً، نشط في الحزب الديمقراطي. انتخب عضو مجلس النواب الأمريكي.